# Epitoniidae
Famille
Les Epitoniidae sont une famille de mollusques. Elle a été créée par Samuel Stillman Berry (1887-1984) en 1910.

## Liste des genres
Selon World Register of Marine Species (8 janvier 2022) :
- genre Acirsa Mörch, 1857
- genre Acrilla H. Adams, 1860
- genre Acrilloscala Sacco, 1891
- genre Alexania Strand, 1928
- genre Alora H. Adams, 1861
- genre Amaea H. Adams & A. Adams, 1853
- genre Boreoscala Kobelt, 1902
- genre Chuniscala Thiele, 1928
- genre Cirsotrema Mörch, 1852
- genre Clathroscala de Boury, 1890
- genre Claviscala de Boury, 1909
- genre Couthouyella Bartsch, 1909
- genre Cycloscala Dall, 1889
- genre Cylindriscala de Boury, 1909
- genre Depressiscala de Boury, 1909
- genre Eccliseogyra Dall, 1892
- genre Eglisia Gray, 1847
- genre Epidendrium A. Gittenberger & E. Gittenberger, 2005
- genre Epifungium A. Gittenberger & E. Gittenberger, 2005
- genre Epitonium Röding, 1798
- genre Filiscala de Boury, 1911
- genre Fragilopalia Azuma, 1972
- genre Globiscala de Boury, 1909
- genre Gregorioiscala Cossmann, 1912
- genre Gyroscala De Boury, 1887
- genre Iphitus Jeffreys, 1883
- genre Janthina Röding, 1798
- genre Kurodacirsa Masahito & Habe, 1975
- genre Minabescala Nakayama, 1994
- genre Murdochella Finlay, 1926
- genre Narrimania Taviani, 1984
- genre Narvaliscala Iredale, 1936
- genre Opalia H. Adams & A. Adams, 1853
- genre Opaliopsis Thiele, 1928
- genre Papuliscala de Boury, 1911
- genre Periapta Bouchet & Warén, 1986
- genre Propescala Cotton & Godfrey, 1931
- genre Proscala Cossmann, 1912
- genre Punctiscala de Boury, 1890
- genre Recluzia Petit de la Saussaye, 1853
- genre Rectacirsa Iredale, 1936
- genre Rutelliscala Kilburn, 1985
- genre Sthenorytis Conrad, 1862
- genre Surrepifungium A. Gittenberger & E. Gittenberger, 2005
- genre Variciscala de Boury, 1909

## Galerie

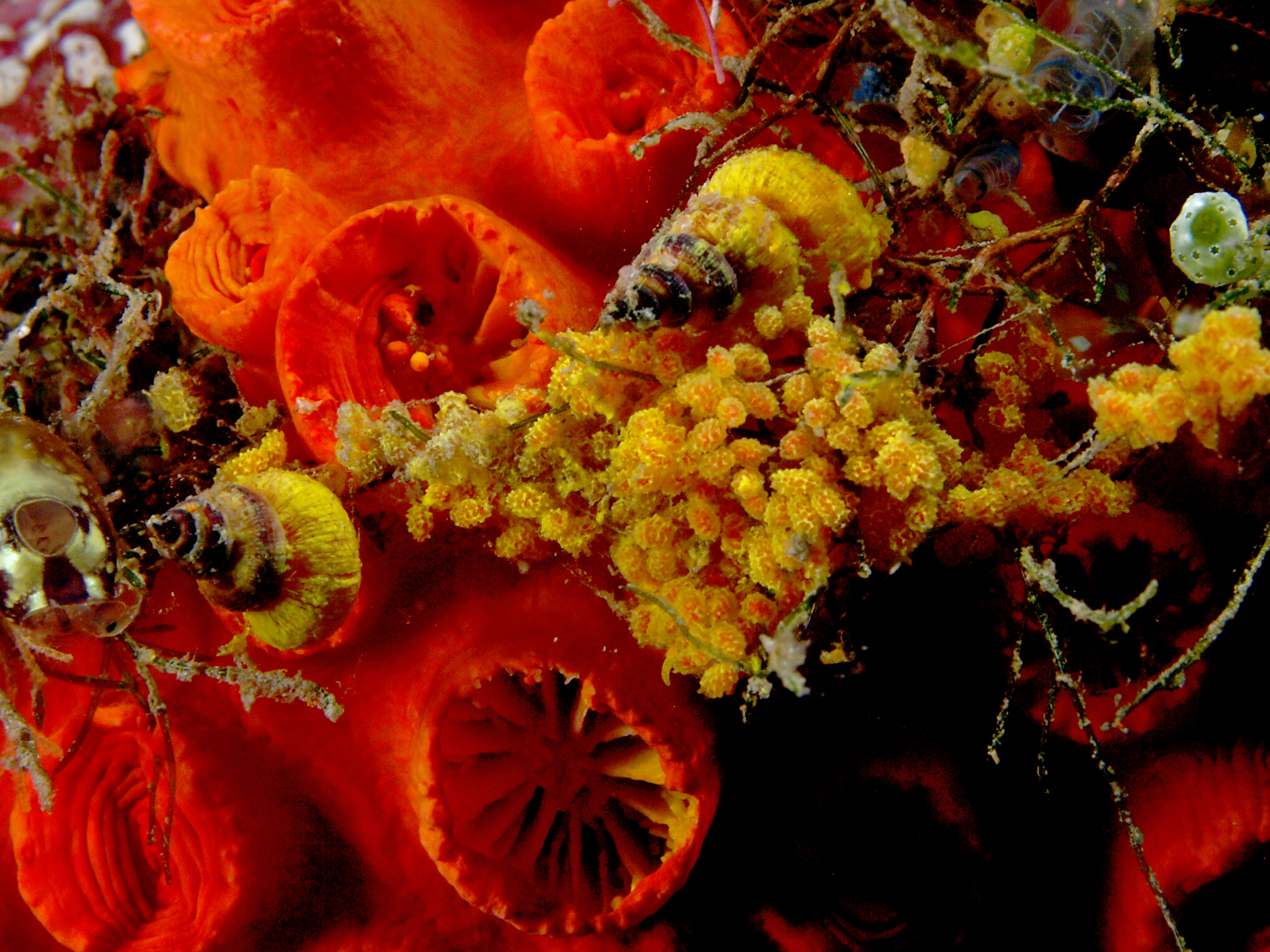
Epitonium billeeanum sur des coraux (leur source de nourritures)
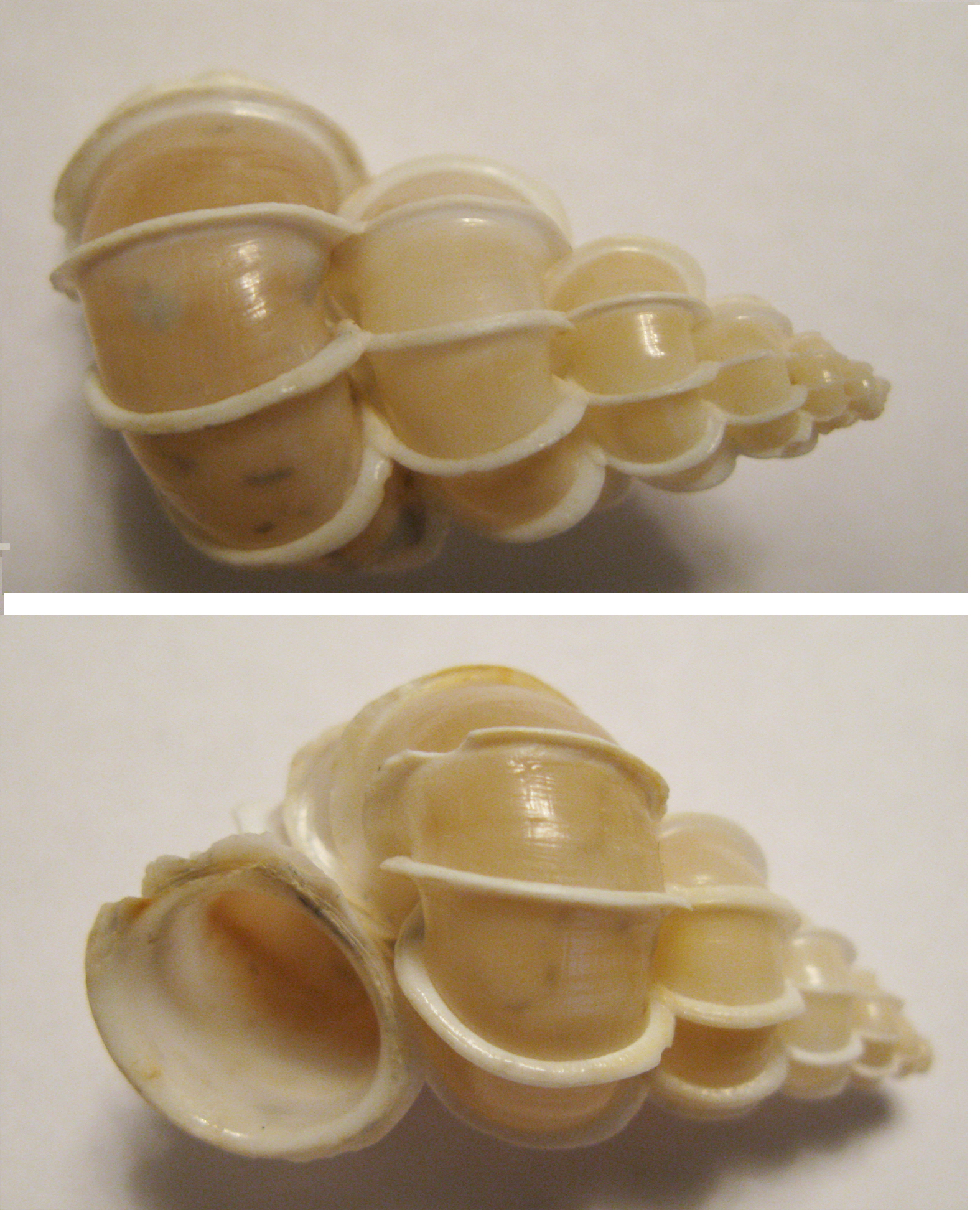
Epitonium scalare
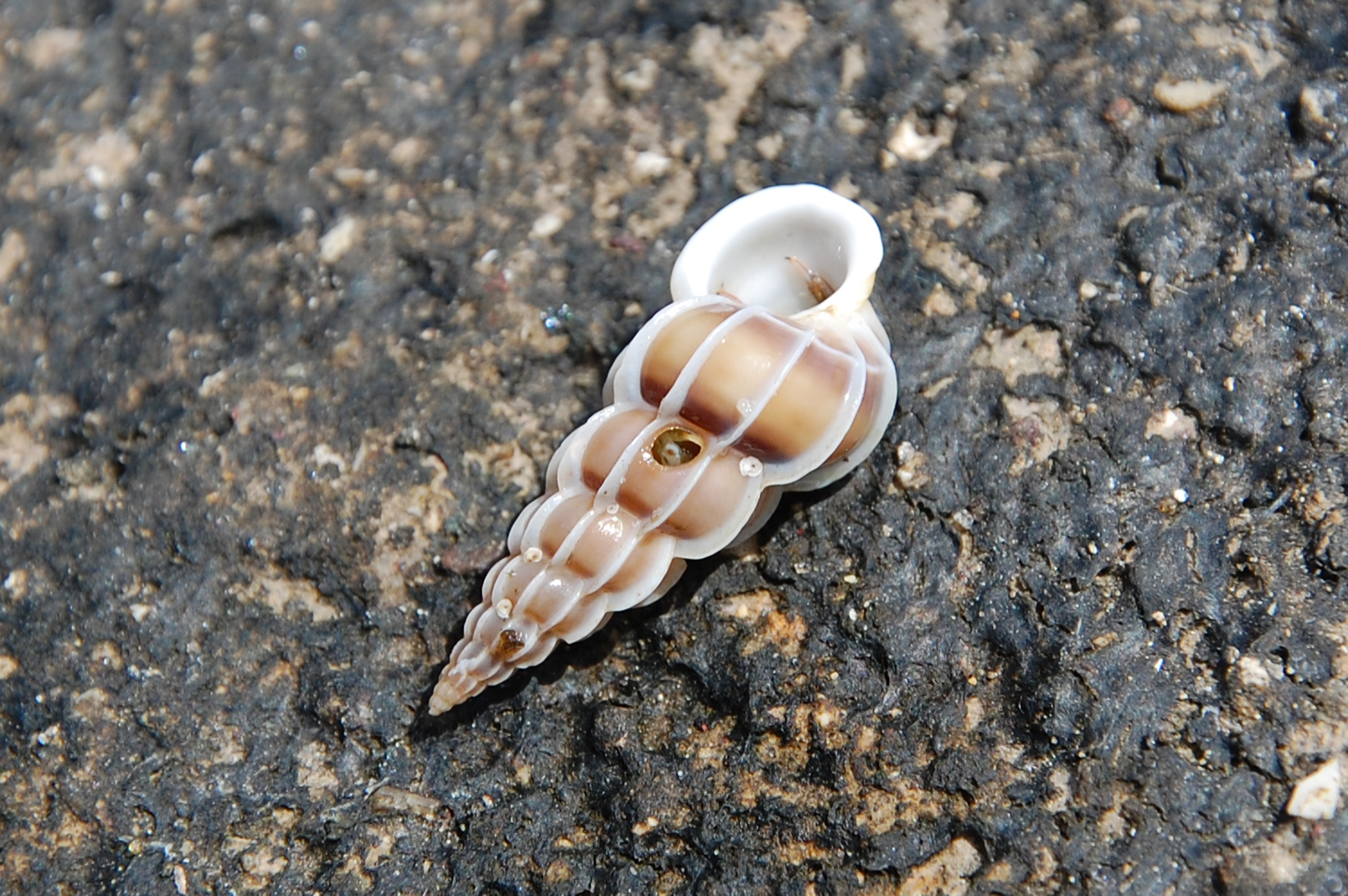
Gyroscala lamellosa
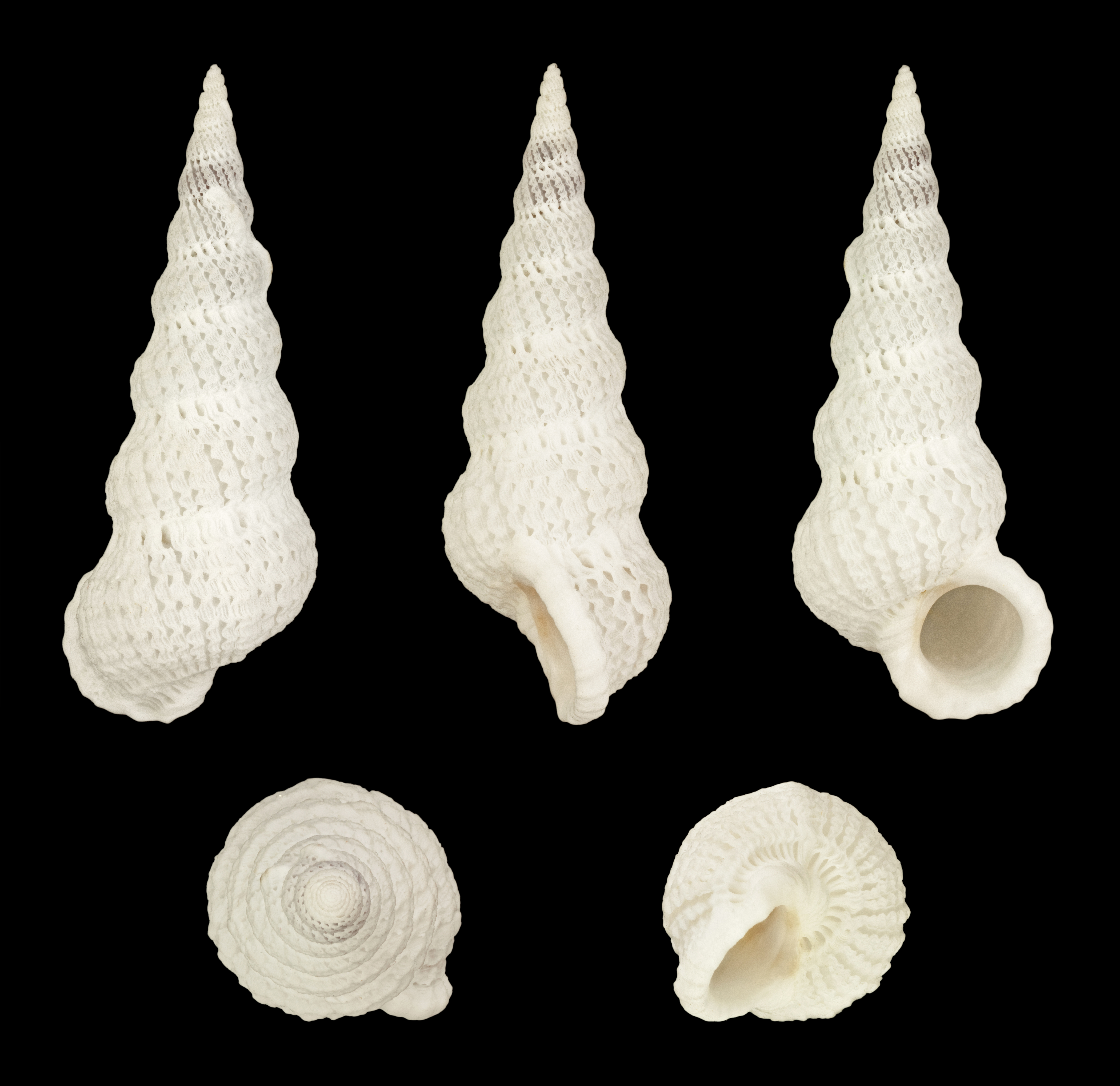
Cirsotrema varicosum, un genre d'Epitoniidae